# Neha
Neha to bollywoodzka aktorka, żona aktora Manoj Bajpaia, z którym grała razem w Kareeb i Fiza.

## Filmografia
1. Aatma (2006) – Neha
2. Koi Mere Dil Mein Hai (2005) – Asha
3. Karam (2005)
4. Muskaan (2004) – Jahnvi
5. Kranti (2002) – Anu
6. Ehsaas: The Feeling (2001) – Antra Pandit
7. Rahul (2001) – Meera Singh
8. Fiza (2000) – Shenaz
9. Hogi Pyaar Ki Jeet (1999) – Megha Singh
10. Kareeb (1998) – Neha